# Lymantria dispar
Il bombice dispari o limantria (Lymantria dispar (Linnaeus, 1758)), è un lepidottero appartenente alla famiglia Erebidae, diffuso in Eurasia, Nordafrica e America Settentrionale.
È un polifago delle piante fruttifere (come melo, vite, ecc.) e, soprattutto, delle piante ornamentali e forestali.

## Descrizione
Gli adulti sono caratterizzati da dimorfismo sessuale; i maschi sono color nocciola-brunastro, con apertura alare di circa 40 mm, le femmine sono biancastre con ali variegate di bruno e con dimensioni maggiori (circa 60 mm di apertura alare).

Le larve sono pelose e ricoperte di peli, in genere, non urticanti, di colore grigiastro  con una tipica doppia fila di tubercoli dorsali di colore blu verso il capo e rossastro verso la parte posteriore del corpo; a maturità possono raggiungere i 70–80 mm di lunghezza.
I peli di questi bruchi possono risultare urticanti in persone particolarmente sensibili nulla a che vedere però con la processionaria del pino Thaumetopoea pityocampa (Denis & Schiffermüller, 1775) e la processionaria della quercia  Thaumetopoea processionea (Linnaeus, 1758) che possono  essere pericolose per l’uomo e addirittura mortali per alcuni animali ad esempio i cani che entrando in contatto con le larve presentano eccessiva salivazione vomito per poi peggiorare con perdite del tessuto della lingua. 

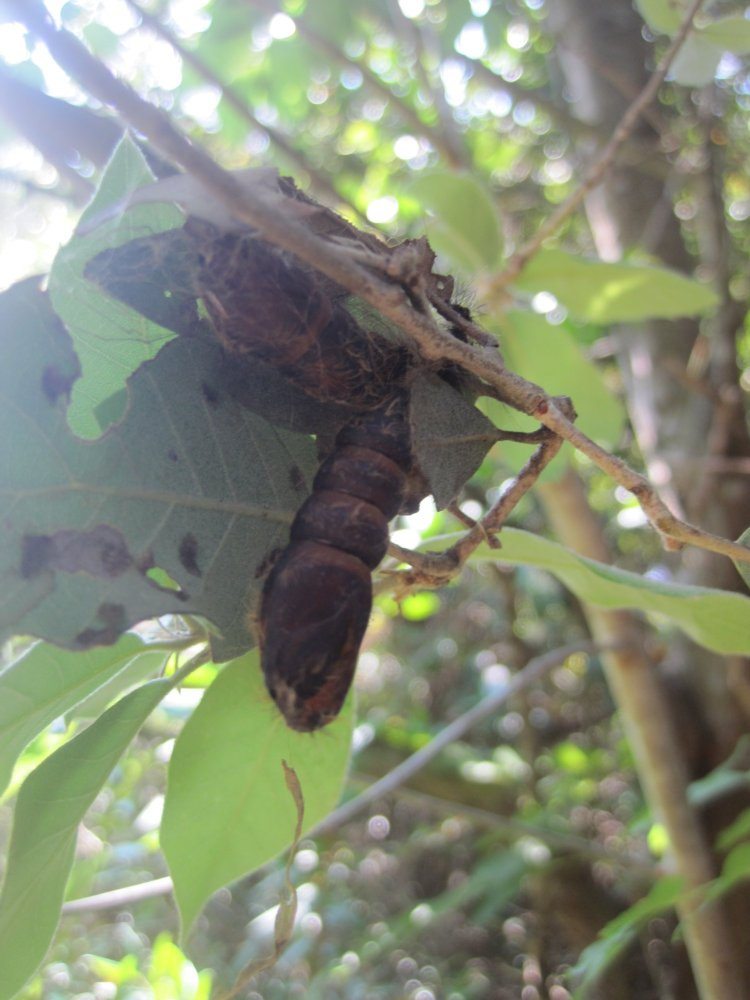
Resti della crisalide (in alto a destra si intravede il resto dell'ultima muta del bruco)
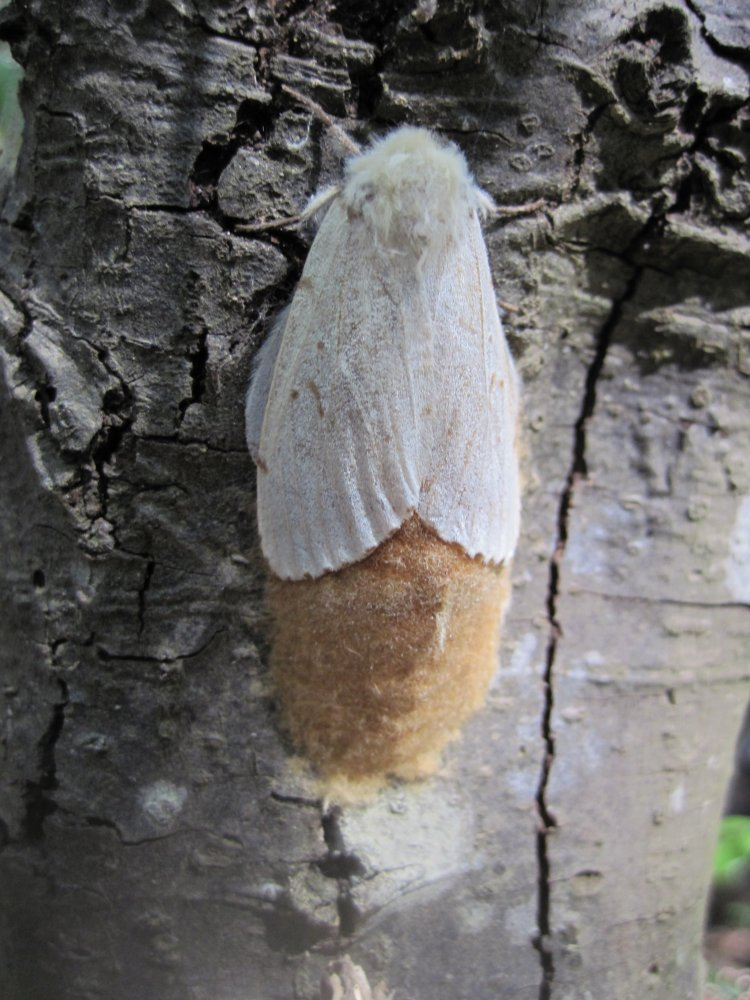
Femmina di Lymantria che depone una massa di uova.
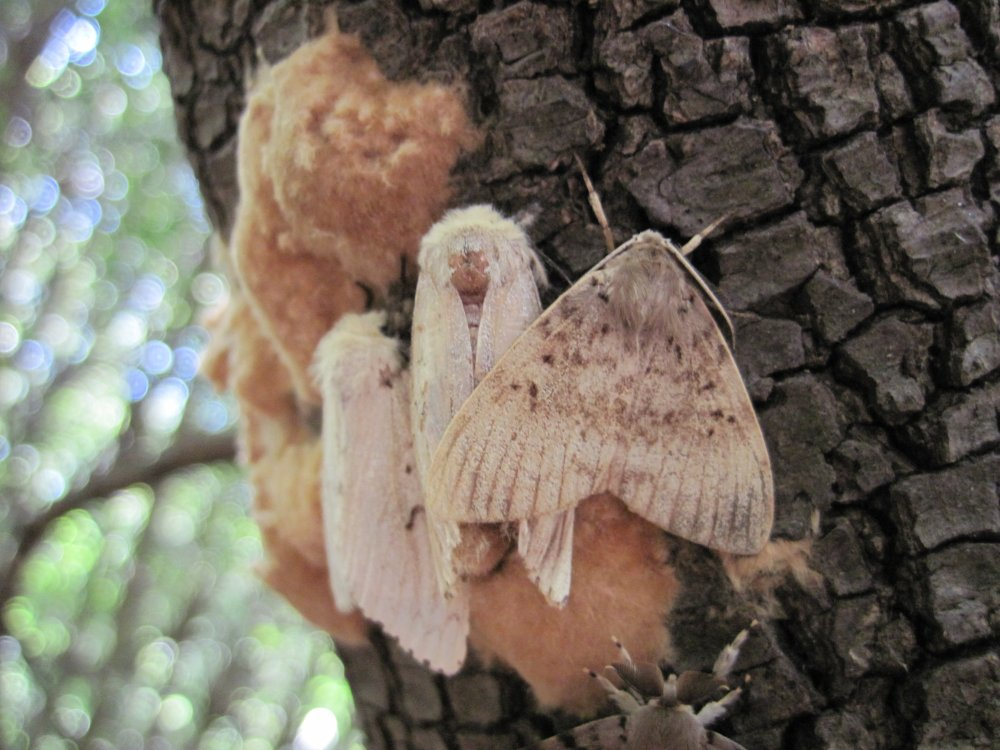
Vari ammassi di uova con due femmine in deposizione e due maschi (di uno si intravede in basso il capo con le antenne piumate).
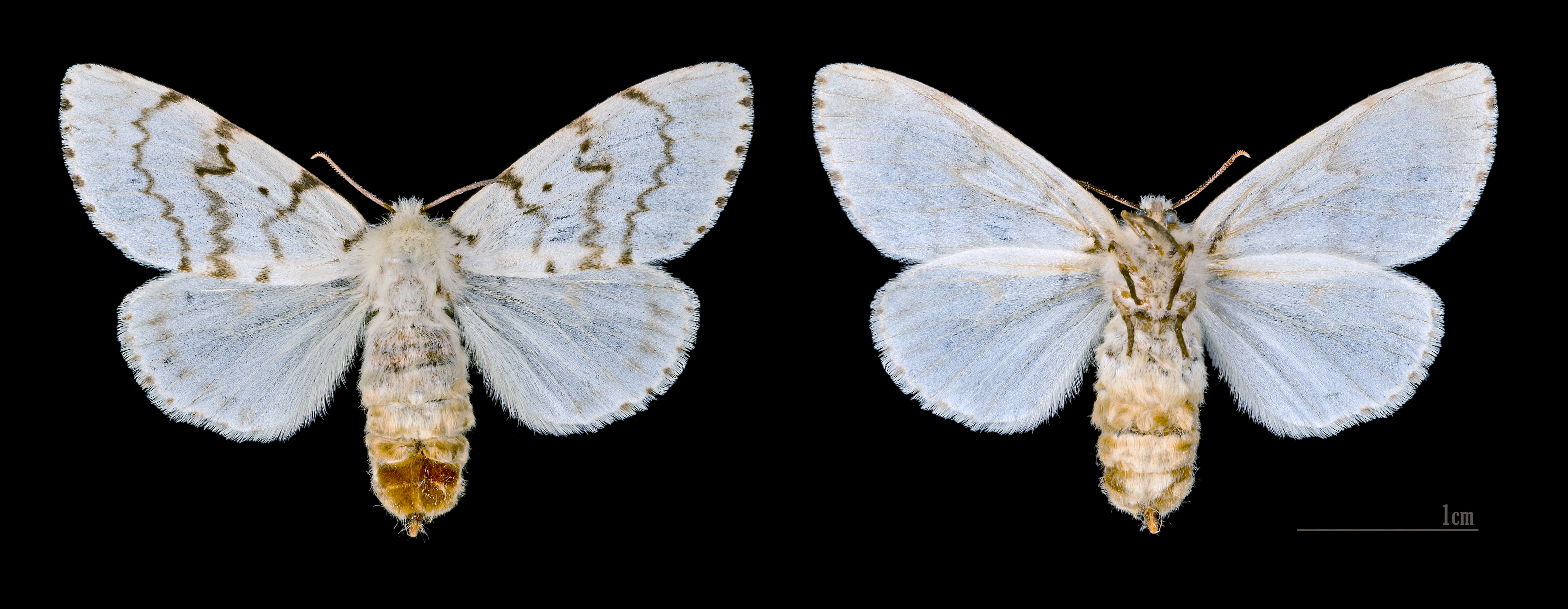
♀
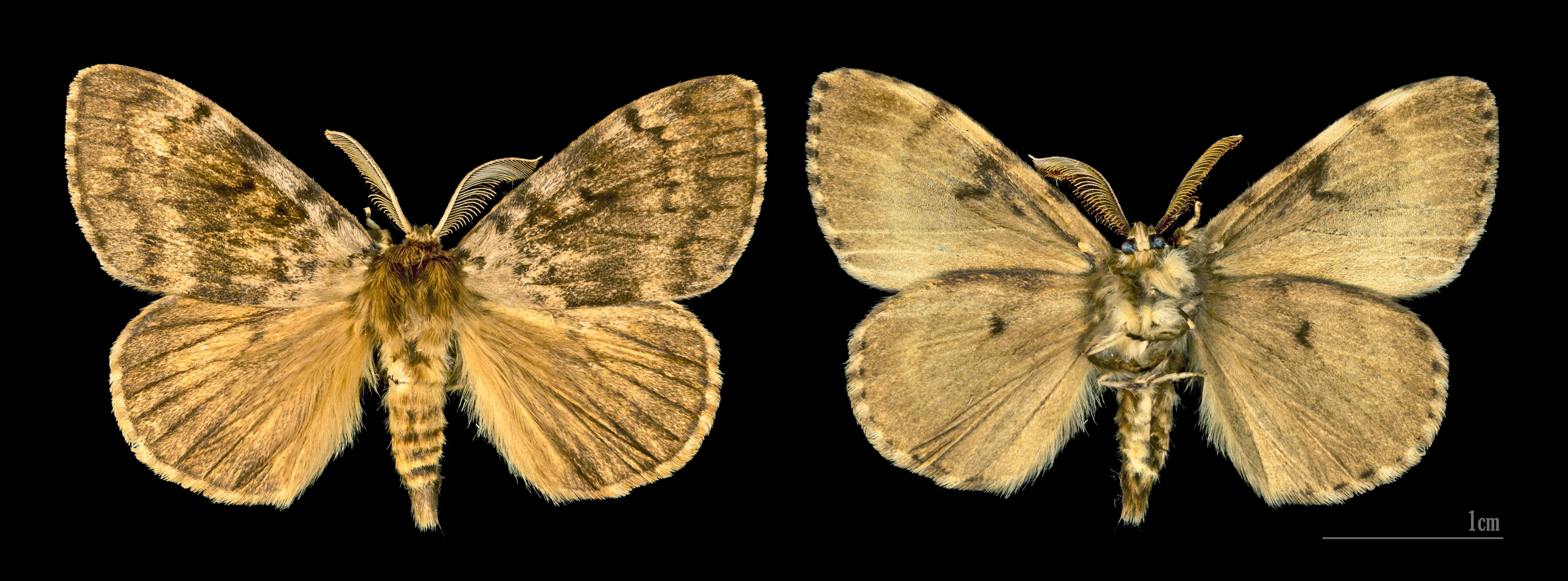
♂

## Danni e ciclo biologico
Il danno è provocato dagli stadi larvali, voraci defogliatori. Il Bombice dispari sverna da uovo e compie una generazione annuale; gli adulti compaiono in luglio.
Il numero e la posizione delle uova di Lymantria dispar sulle piante fornisce un'informazione circa lo stato della gradazione in atto: 600-800 uova fino a 2 metri di altezza indicano una fase di latenza o di iniziata progradazione dell'insetto, viceversa il culmine dell'incremento esplosivo è segnalato da un minor numero di uova, circa 300-500 posizionate fino a 6 metri di altezza.
È inserita nell'elenco delle 100 tra le specie invasive più dannose al mondo.

## Lotta
I principali criteri di lotta contro la Lymantria dispar sono basati sull'utilizzo di prodotti a base di Bacillus thuringiensis ssp. kurstaki e vari prodotti biotecnologici.
Gli interventi, comunque, sono da effettuarsi solo in caso di accertata progradazione dell'infestazione.

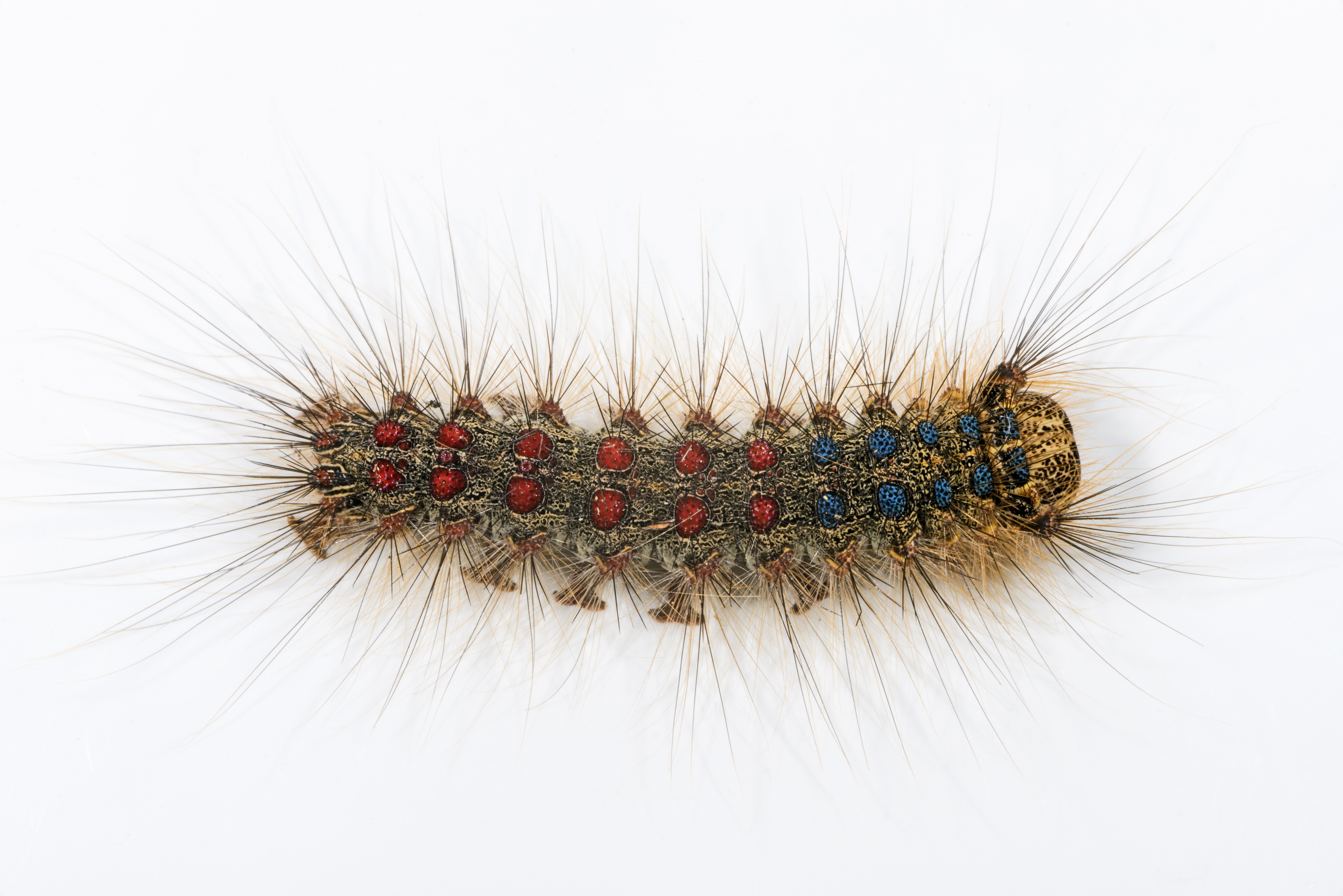
La larva con la tipica doppia fila di punti rossi e blu